# 麒麟・千鳥の二笑流TV
『麒麟・千鳥の二笑流TV』（きりん・ちどりのにしょうりゅうテレビ）は、GAORAで放送されていた自社制作のバラエティ番組である。2005年5月4日放送開始。2006年10月25日（リピート放送を含めると2006年10月31日）終了。

## 概要
麒麟と千鳥の4人がメインを務めていた番組で、スタジオパートの収録はbaseよしもとで行われていた。番組前半ではbaseよしもとで行われる漫才やコントを、後半ではbaseよしもとで活動する芸人1人が進行役を務めるゲームコーナーと続きものの個別企画を放送していた。
その後、麒麟がbaseよしもとを卒業することになったため、番組は2006年10月25日放送分をもって終了。替わって同年11月1日からは、千鳥が単独でメインを務めるリニューアル版『千鳥のぼっけぇTV!』が放送された。

## 放送時間
- 水曜 22:00 - 23:00 （本放送）
- 木曜 17:00 - 18:00、金曜 13:00 - 14:00 （再放送）

## 出演者
- 川島明（麒麟）
- 田村裕（麒麟）
- 大悟（千鳥）
- ノブ（千鳥）
- ほか、baseよしもとで活動する芸人多数

## コーナー
ネタ
baseよしもとで活動する芸人たちの中でもランクの高い芸人がネタを披露。地上波では放送されない貴重なネタを見ることができた。なお、麒麟と千鳥は「ネタスペシャル」の時以外にはネタを披露しなかった。
ゲームコーナー
このコーナーで行うゲームは毎回設定が変わり、その都度ゲームの目的も司会者も変わっていた。麒麟と千鳥だけで行うゲームと、その他の芸人10人程度がパネラーを務めるゲームとに分かれていた。内容はトーク中心のもの（パネラー形式で進行）と、芸人たちが体を張って行うものとがあり、後者は芸人たちが棒で殴られる、ドライヤーの熱風を顔に当てられる、危険な動物を触るといった過酷なゲームも中にはあった。
個別企画
麒麟と千鳥のいずれか1人ないしは2人が担当していた連続したコーナー。それぞれ隔週以上の間隔で放送されていた。
DJアッキーの突撃お宅訪問
DJに扮した川島明が後輩芸人の家を突然訪ね、土足で家の中を荒らしまわっていくロケ企画。後輩芸人は川島が来ることを知らされていないため、突然来たことに驚き、ほぼ例外なく「靴を脱げ」と言う。また、高確率で大事にしている物（有名人のサインなど）を壊される。
大悟イズム
大悟が舞台で自分の興味のあることを勝手にレクチャーする企画。野球、釣りなどに関するレクチャーが多かった。
俺たちおわライバル
暗いスタジオで全身タイツを着た田村裕とノブが体を使った様々な対決をする企画。スタジオ収録。田村は体格でノブに勝っていたものの、戦績はノブが勝ち越していた。
大悟亭
大悟とダイアンの津田篤宏による企画で、料理好きの津田が材料費が安くて美味しい料理を作り、それを大悟が採点していた。収録は津田の家で行われていたが、津田が料理を作っている間、大悟が家のシャワーを使っていたり、後輩芸人のネゴシックスを家に連れてきたり、収録中であるのにもかかわらず仕事の電話をしていたりと、まるでプライベートでの1コマのような収録風景だった。このコーナーは、本番組の終了後も『千鳥のぼっけぇTV!』で引き続き行われていた。